# 悉達醫學
悉達醫學（坦米爾語： 或 ），起源自印度南部泰米尔纳德邦的傳統醫學，為古印度醫學三大傳統之一。其歷史可能超過一萬年，是人類歷史上最悠久的醫學傳統之一。他們尊崇投山仙人為其始祖，他將悉達醫學教授給室建陀，之後流傳至今。
印度承認悉達醫學與阿育吠陀醫學為合法的傳統醫學療法，並投入許多資源對它進行研究。

## 外部連結
- Research Database on Ayurveda, Siddha, Other Traditional Medicines and Related Sciences (CCRAS)